# 天安门 (2009年电影)
电影《天安门》拍摄于2009年，由叶大鹰执导，潘粤明、郭柯宇等主演。是中华人民共和国建国五十周年献礼片。2009年9月3日，在院线上映。电影以1949年10月1日中华人民共和国开国大典前的准备活动为背景，讲述了当时装修天安门城楼的过程。